# La Salie
La plage de La Salie est un spot de surf français situé dans les Landes de Gascogne sur la commune de La Teste de Buch en Gironde. Cette plage est située à l'extrémité sud des passes du Bassin d'Arcachon.

## Historique
De nombreux bateaux se sont heurtés à la violence des vents et des courants qui règnent sur la côte d'Argent, et tout particulièrement au sud des passes du Bassin. C’est lors d’une tempête qu’un brick britannique nommé « Sally » s’échoua à cet endroit le 15 février 1811 et laissa son nom à la plage.
En juillet 2022 un incendie provoque la fermeture de tous les accès à la plage. Des travaux de réaménagement des zones de circulation sont engagés.

## Présentation
De la Pointe de Grave à l'embouchure de l'Adour, la côte gasconne est entièrement composée de plages de sable fin. Les vagues dépendent des bancs de sable et des baïnes qui se forment et se déplacent au gré des courants. On distingue donc les différents spots de ce lieu suivant leur plage d'accès.

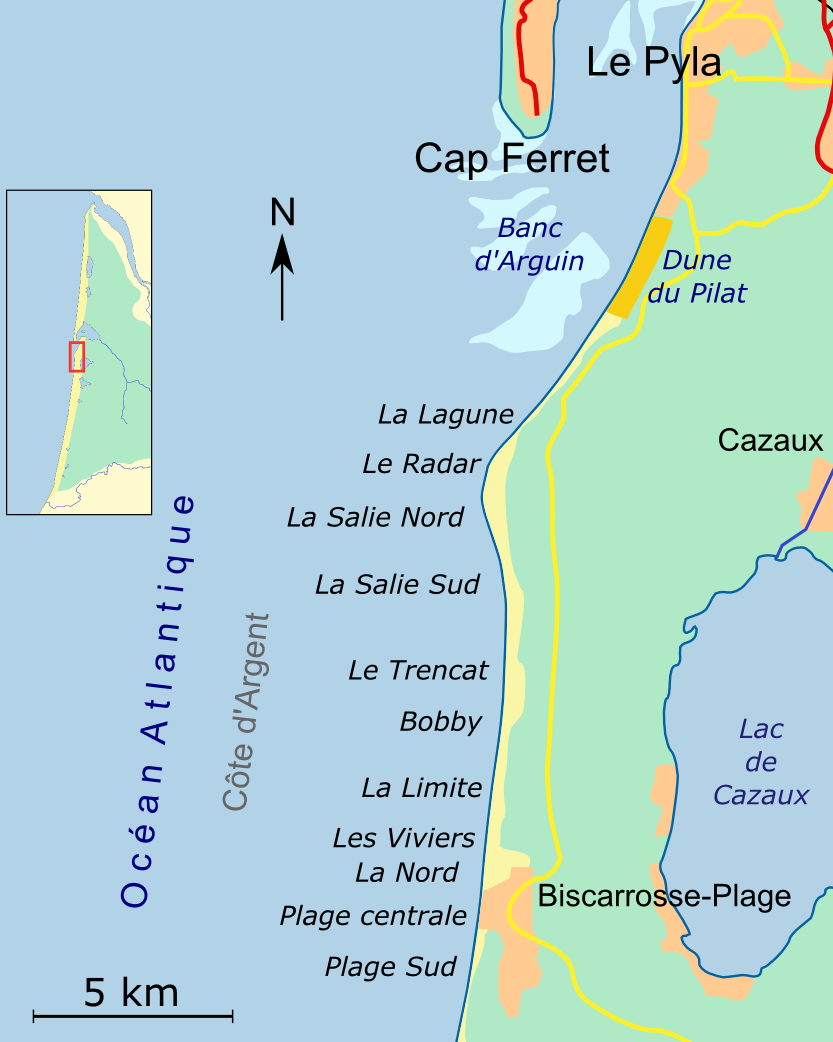
Spots de surf du Pilat à Biscarrosse

### L'observatoire
À mi-chemin entre la plage de la Lagune et de la Salie Nord, c'est un spot sauvage aux vagues puissantes et creuses d'où un danger.

### La Salie Nord
Plage surveillée en été, parking, sanitaires, restaurant et chemin d'accès à la plage, sentier du gemmage. Accessible également par la piste cyclable Le Pilat - Biscarrosse.
En 2023-2024, des travaux de réamégement mènent au remplacement du poste de secours en haut de la dune par une cabane en bois mobile. Les zones piétonnes et de stationnement sont redéfinies.

### La Salie Sud
Parking et chemin d'accès à la plage, restaurant. Accessible également par la piste cyclable Le Pilat - Biscarrosse.
Danger particulier : émissaire de 800 m de long s'avançant sur l'océan appelé wharf de la Salie.